# Altarm der Schwentine

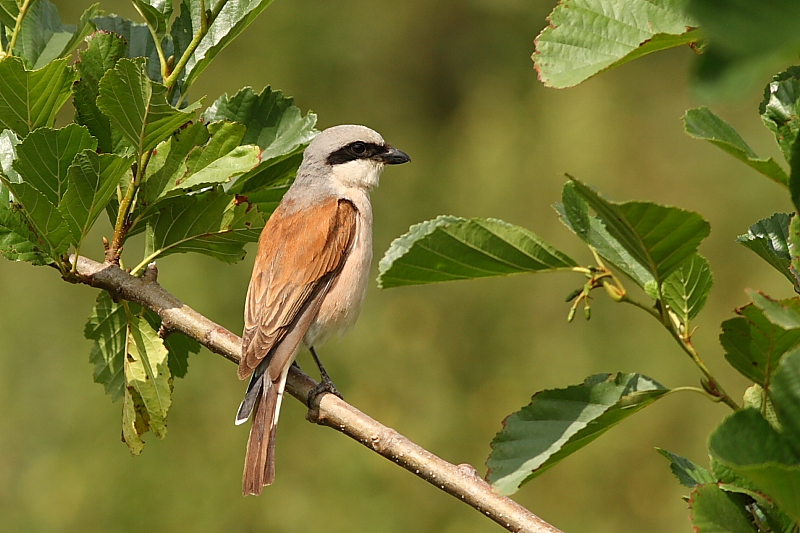
Neuntöter (Männchen) – eine der im Naturschutzgebiet vorkommenden Arten

Der Altarm der Schwentine ist ein 1984 als Naturschutzgebiet ausgewiesenes Teilstück der Schwentine zwischen Raisdorf und Klausdorf in Schleswig-Holstein. Es erhielt diesen Schutzstatus, da der Gewässerabschnitt aufgrund seiner steilen Uferhänge naturnah verblieben ist und Lebensraum für eine Reihe seltener Pflanzen und Tiere darstellt. Das Gebiet ist 19 Hektar groß. Zu ihm gehören neben dem Flusslauf auch ein Altarm sowie ein Nebenbach, Knicks, krautreiche Ufer- und Hangwälder sowie Kleingewässer.
Das Schwentine-Tal, in dem das Naturschutzgebiet liegt, ist durch eine Kette von Toteisfeldern entstanden, die nach der letzten Eiszeit zurückblieben. Nach dem Auftauen entstand zunächst eine Kette aufgestauter Seen und nach Durchbrüchen das heutige Flusstal der Schwentine.

## Fauna
Zu den Tierarten des Naturschutzgebietes zählen Forellen, Ukelei, Quappe, Stichling. Geeigneten Lebensraum finden auch Pechlibelle, Smaragdlibelle und Gebänderte Prachtlibelle. Daneben kommen hier Eisvogel, Gebirgsstelze und Wasseramsel vor. Die beiden ersten Arten brüten auch im Naturschutzgebiet, während die Wasseramsel hier nur rastet und überwintert. In den Kleingewässern der Grünländer finden sich Erdkröte, Teichmolch, Wasserfrosch, Grasfrosch und Moorfrosch sowie Ringelnatter. Die Knicks nutzen unter anderem Neuntöter, Buntspecht und Waldkauz.

## Flora
In den naturnahen Uferwäldern finden sich unter anderem Schwarzerlen und Eschen. Im Frühjahr blühen hier unter anderem Gelbes Windröschen, Hohler Lerchensporn und Scharbockskraut. Die Schuppenwurz schmarotzt an den Wurzeln von Erlen. An feuchteren Standorten des Naturschutzgebietes wächst das Gegenblättrige Milzkraut und die Stängellose Schlüsselblume. Es gibt außerdem Sumpfdotterblumen-Wiesen, auf denen auch Breitblättriges Knabenkraut, Bach-Nelkenwurz und Gold-Hahnenfuß stehen.